# Philipp von Thüngen
Philipp Heinrich Freiherr von Thüngen (* 8. Oktober 1796 in Zeitlofs; † 27. Januar 1866 in Würzburg) war ein deutscher Gutsbesitzer, Landrat und Hofbeamter in Bayern.

## Leben
Philipp von Thüngen studierte an der Friedrich-Alexander-Universität Erlangen. 1815 wurde er Mitglied des Corps Baruthia, 1817 der Alten Erlanger Burschenschaft und 1818 wieder der Baruthia. Nach dem Studium wurde er Landrat, Erbküchenmeister des Herzogtums Franken und bayerischer Kammerherr. Er war Herr auf Zeitlofs, Weißenbach und Höllrich. 1856–1859 saß er in der Kammer der Abgeordneten des Bayerischen Ständeversammlung. 1861 kam er in den Reichsrat.

## Ehrungen
- Orden vom Heiligen Michael, Ritterkreuz 1. Klasse (1860)